# 2С42
2С42 или  «Лотос» — российское авиадесантируемое плавающее самоходное артиллерийское орудие калибра 120 мм.
Данный проект впервые был представлен на форуме «Армия-2017» в парке «Патриот».

## Описание
Самоходное артиллерийское орудие (САО) 2С42 или «Лотос» было разработано специалистами Центрального НИИ точного машиностроения (ЦНИИТОЧМАШ) в рамках продолжения и замены проекта САУ 2С36 «Зауралец-Д» со 152-мм гаубицей 2А89, после того как в 2015 году после предварительных испытаний работы по этому проекту были приостановлены.
Новое САО 2С42 разрабатывается для воздушно-десантных войск для замены советской 120-мм авиадесантной самоходной артиллерийско-миномётной установки 2С9. Для унификации с другой техникой ВДВ за основу было взято шасси авиадесантируемой БМД-4М. Установлена автоматизированная башня со 120-миллиметровым орудием, которое совместимо с широкой номенклатурой 120-миллиметровых боеприпасов, в том числе перспективных. Экипаж состоит из 4 человек. САО 2С42 может десантироваться в полностью боеготовом состоянии с военно-транспортных самолётов типа Ил-76 с помощью десантных парашютных систем. В январе 2019 года стало известно, что САО 2С42 «Лотос» и в частях морской пехоты ВС России заменит самоходные орудия 2С9 «Нона-С».
По состоянию на октябрь 2018 года проектные работы были завершены, и по словам гендиректора ЦНИИТОЧМАШ, строился первый опытный образец, а также проводились тесты отдельных компонентов в соответствии с установленным графиком. Ожидается, что государственные испытания САО 2С42 пройдут в 2019 году. Согласно заявлениям, серийное производство начнётся в 2020 году. Параллельно с 2С42 «Лотос» в ЦНИИТОЧМАШ разрабатывается новая машина управления артиллерийским огнём «Завет-Д».

### Корпус
В связи с необходимостью установки на 2С42 новых крупных агрегатов, оригинальный корпус БМД-4М был удлинён, при сохранении компоновки и уровня защиты. Общая масса САО 18 тонн. Все члены экипажа, состоящего из 4 человек, имеют собственные люки и смотровые приборы. Места командира и наводчика оборудованы новыми оптико-электронными прицельными устройствами. Двое членов экипажа размещаются в передней части корпуса, ещё двое находятся в боевом отделении.

### Шасси
В связи с удлинением корпуса и возросшей общей массой машины, оригинальное шасси БМД-4М было удлинено до 7 опорных катков — добавлены дополнительно 2 пары. Максимальная скорость САО составляет до 70 км/ч по дорогам общего назначения, и до 40 км/ч на пересечённой местности. Гарантированный пробег — 500 км.

### Двигатель и трансмиссия
Установлен дизельный двигатель 2В-06-2, мощностью 450 л. с.

### Башня и вооружение
Башня является высокоавтоматизированным боевым отделением. Предполагается установка нового универсального орудия, представляющего собой дальнейшее развитие 120-мм изделия 2А51 с большей длиной ствола и сочетающего в себе основные качества и возможности пушки, гаубицы и миномёта. Время перевода из походного состояния в боевое — 30 секунд. Расчётная скорострельность достигает от 6 до 8 выстрелов в минуту, при максимальной эффективной дальности до 13 км. Важным моментом является то, что универсальное орудие будет использовать новейший боеприпас, который обладает большим модернизационным потенциалом. Внутри башни размещаются развитые противооткатные устройства, в том числе дульный тормоз многокамерной конструкции. Башня может обеспечить горизонтальную наводку в любом направлении (360°), при этом углы возвышения остаются в пределах от −4° до +80°. Возможна установка пулемёта ПКТ или ПКТМ в качестве дополнительного вооружения и систем пуска дымовых (аэрозольных) гранат 902Б «Туча» в дистанционно-управляемом боевом модуле.